# Шампиньон двукольцевой
Шампиньо́н двукольцево́й, или тротуа́рный (лат. Agaricus bitorquis) — вид грибов из рода Шампиньон (Agaricus) семейства Шампиньоновые (Agaricaceae). Хороший съедобный гриб. Иногда культивируется.
Научные синонимы:
- Psalliota bitorquis Quél., 1884 basionym
- Pratella bitorquis (Quél.) Quél., 1888
- Fungus bitorquis (Quél.) Kuntze, 1898
- Agaricus campestris subsp. bitorquis (Quél.) Konrad & Maubl., 1926

и др.

## Описание
Шляпка достигает в диаметре 3—15 см, толстомясистая, белая или грязновато-белая, при прикосновении не изменяется, гладкая (редко в центре малозаметные чешуйки). Часто грязная с остатками почвы на ней.
Пластинки частые, розовые.
Мякоть плотная, на срезе медленно розовеет.
Ножка достигает 3—10 см в высоту, 2—4 см в диаметре, поверхность гладкая, белого цвета. На ножке находится двойное кольцо. Верхнее из них образовано остатками частного покрывала, нижнее — остатками общего.
Запах и вкус слегка кисловатый.
Споры эллиптические, гладкие, размеры 5—6,5 x 4—5,5 мкм. Споровый порошок шоколадно-коричневый.

## Распространение
Распространён очень широко — почти космополит. Гумусовый сапротроф. Растёт на богатой органикой почве, в лесах, парках, часто вдоль улиц и дорог. Легко проламывает плотную почву, а иногда и асфальт. Обычное время произрастания — с мая по октябрь.